# Colfax (Iowa)
Colfax – miasto w Stanach Zjednoczonych, w stanie Iowa, w hrabstwie Jasper.

## Demografia
Zgodnie ze spisem statystycznym z 2000 roku, miasto liczyło 2223 mieszkańców. W 2023 roku liczba mieszkańców nieznacznie wzrosła do 2262 osób, a gęstość zaludnienia przekroczyła 628 osób/km².